# Сашка Братанова
Александра Николай Братанова е българска актриса.

## Биография
Родена е в Свищов на 22 септември 1950 г. Завършва актьорско майсторство за драматичен театър във ВИТИЗ „Кръстьо Сарафов“ през 1972 г. в класа на проф. Гриша Островски. След това започва да играе в Бургаския театър (1972 – 1975), а по-късно и в Театър „София“ (1975 – 1990). През 1992 г. отива на сцената на Малък градски театър „Зад канала“ София. През 2006 г. отива в Драматичен театър „Крум Кюлявков“ в Кюстендил (2006 – 2010). Участва в дублажите на филми, излъчвани на VHS от Мулти Видео Център през 90-те години. Член на САБ (1972).

## Награди
- Награда на САБ за млад актьор за ролята на Жана д'Арк в „Чучулигата“ от Жан Ануи.

## Театрални роли
- „Болки на душата“ (Ингмар Бергман) – Виктория
- „Опера за пет пари“ (Бертолд Брехт) – Поли Пичъм
- „Любов необяснима“ (Недялко Йорданов) – Марчето
- „Зимна приказка“ (Уилям Шекспир) – Утрата

## Телевизионен театър
- „Времето, което ни разделя“ (1989) (Руденко Йорданов)
- „Излишни неща от личния живот“ (1985) (Сергей Коковкин)
- „Змейова сватба“ (1984) (от П. Ю. Тодоров, реж. Вили Цанков)
- „Дон Жуан или Любовта към геометрията“ (1982) (Макс Фриш)
- „Изпити“ (1979) (Драгомир Асенов)
- „Краят остава за вас“ (1979) (от Георги Данаилов, реж. Роксена Кирчева)
- „Любов необяснима“ (1976) (от Недялко Йорданов, реж. Недялко Йорданов)
- „Свети, но не грее“ (1971) (Николай Островски)

## Филмография
| Година      | Филми/Сериали                                | Роля |
| ----------- | -------------------------------------------- | --- |
| 2022        | Смирен                                       | |
| 2019        | Дамасцена: Преходът                          | жената с шалварите                                                                                          |
| 2013        | Вангелия (12-сер. тв, Беларус/Русия/Украйна) | Виолета, помощничката на Ванга                                                                              |
| 2012 – 2013 | Къде е Маги? (51-сер. тв)                    | икономката                                                                                                  |
| 2010 – 2012 | Стъклен дом (64-сер. тв)                     | Веси, домашна прислужница на Жекови                                                                         |
| 2006        | Маймуни през зимата (България/Германия)      | жената с куче                                                                                               |
| 2005        | Кафе пауза (сериал)                          | |
| 2005        | Далида (Dalida) (Франция/Италия)             | |
| 2005        | Другият наш възможен живот                   | Донка, бездетната съседка                                                                                   |
| 2002 – 2008 | Тя и той (95-сер. тв)                        | бездетната съседка                                                                                          |
| 2002        | Госпожа Динозавър                            | цветарката                                                                                                  |
| 2001        | Най-важните неща (2-сер. тв)                 | |
| 1998        | Вагнер                                       | опечалената селянка/работничка с банан/младоженката                                                         |
| 1989        | Зона В-2                                     | Рангелова                                                                                                   |
| 1988        | Единственият свидетел                        | съпругата на шофьора Тотко                                                                                  |
| 1984        | Мечтание съм аз... (тв)                      | Надя |
| 1984        | Стената                                      | Милка, жената на Борчо                                                                                      |
| 1983        | Баш майсторът н-к! (тв)                      | доктор Ергина                                                                                               |
| 1979        | Фильо и Макензен (7-сер. тв)                 | Добра |
| 1979        | Сами сред вълци (5-сер. тв)                  | Наталия, рускиня, танцьорка в кабаре, кръщелница на Никифоров даваща информация на Пеев (в 2 серии: III, V) |
| 1978        | Пътят към София (5-сер. тв, България/СССР)   | Женда |
| 1977        | Пробен срок                                  | журналистката                                                                                               |
| 1977        | Петимата от РМС (5-сер. тв)                  | Лиляна Димитрова – „Блага“ (в 5 серии: от I до V вкл.)                                                      |
| 1976        | Реквием за една мръсница (2-сер. тв)         | Лиляна (Лили) Милева, готвачка в стола (в „Синята безпределност“ и „Реквием за една мръсница“)              |
| 1976        | Два диоптъра далекогледство                  | Лили |
| 1976        | Не си отивай!                                | Мариана |
| 1974        | Синята лампа (10-сер. тв)                    | Бистра, сервитьорка (в серията „Синият папагал“)                                                            |
| 1974        | Шосе Е-107 (тв)                              | инженер Венета Колева (Венчето)                                                                             |
| 1973        | Последна проверка (12-сер. тв)               | ученичка |
| 1973        | Най-добрият човек, когото познавам           | жената на Костадин (булката)                                                                                |
| 1973        | Дъщерите на началника (2-сер. тв)            | Искра |
| 1973        | Сиромашко лято                               | случайната позната                                                                                          |
| 1973        | Мандолината                                  | момичето |
| 1972        | Момчето си отива                             | Мариана |
| 1970        | Петимата от Моби Дик                         | Олга |

## Личен живот
Братанова е единствено дете. Дъщеря е на композитора Николай Братанов и музикалния деец Надежда Евгениева Волинска-Братанова.
В детството си актрисата е постоянно на път с родителите си, тъй като Николай Братанов е активен военен музикант и футболист на ЦСКА и семейството често пътува поради ангажиментите на бащата.
Още с постъпването си във ВИТИЗ Братанова започва активно участия и малко събития за известни от личния ѝ живот.
През 1986 г. актрисата става майка на близначките Вяра и Надежда, които се раждат от интимна връзка с актьора Рашко Младенов по време на брака му с Маргарита Младенова. Сашка и Рашко не съжителстват заедно и децата израстват с майката.